# Acyrthosiphon mordvilkoi
Acyrthosiphon mordvilkoi är en insektsart. Acyrthosiphon mordvilkoi ingår i släktet Acyrthosiphon och familjen långrörsbladlöss. Inga underarter finns listade i Catalogue of Life.